# Visutá lanovka Tatranská Lomnica – Lomnický štít

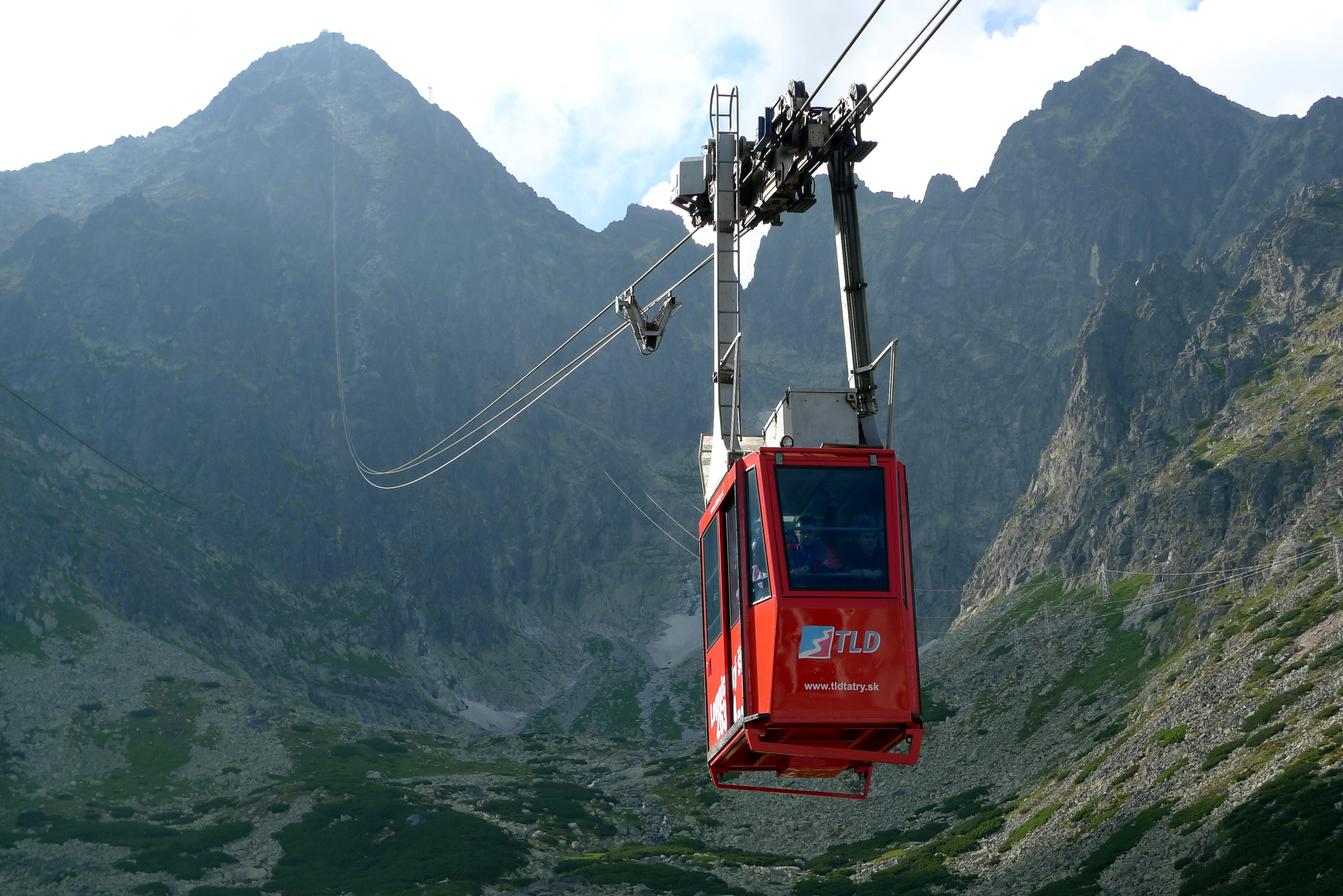
Kabina lanovky při cestě na Lomnický štít

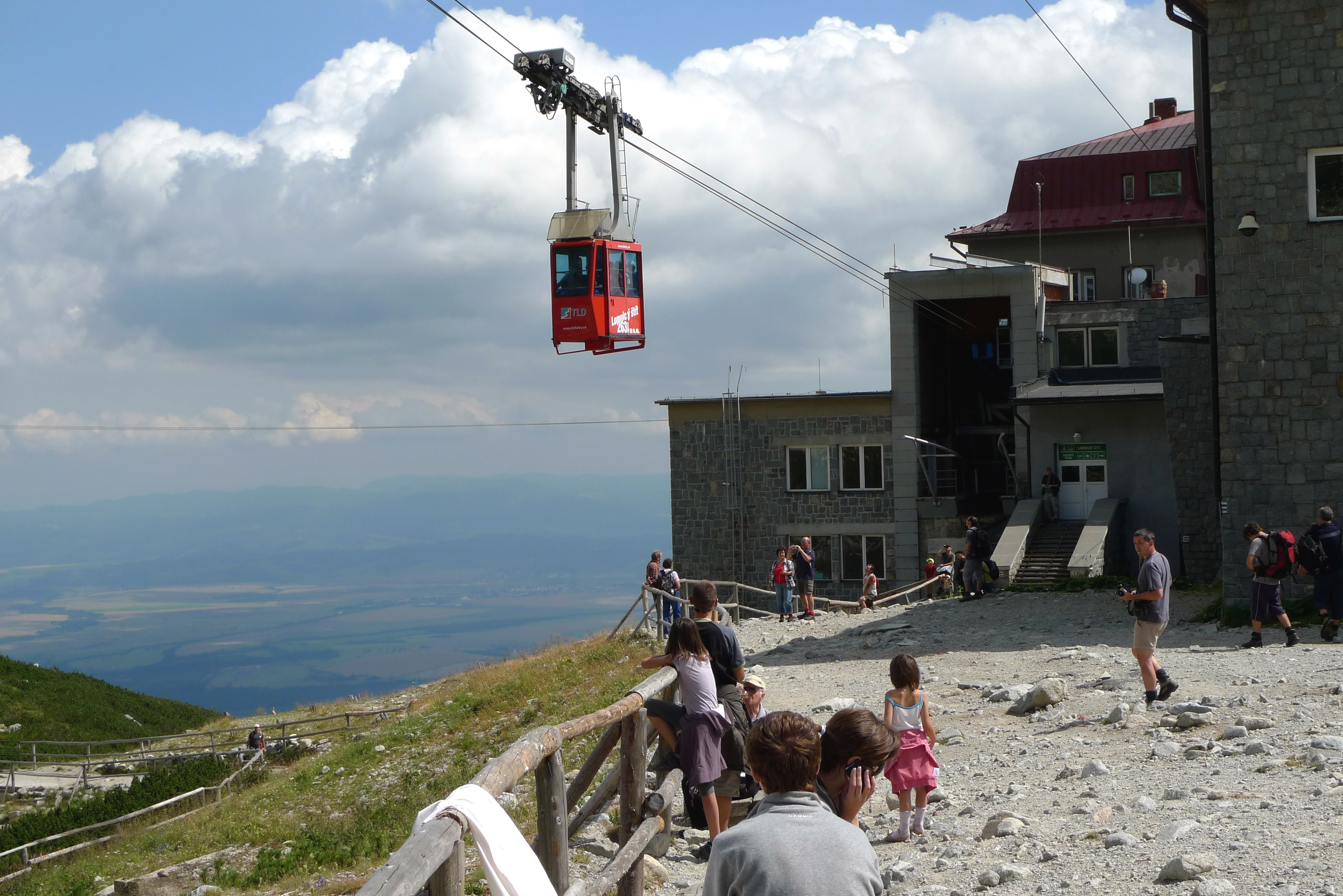
Kabina lanovky zajíždí do stanice

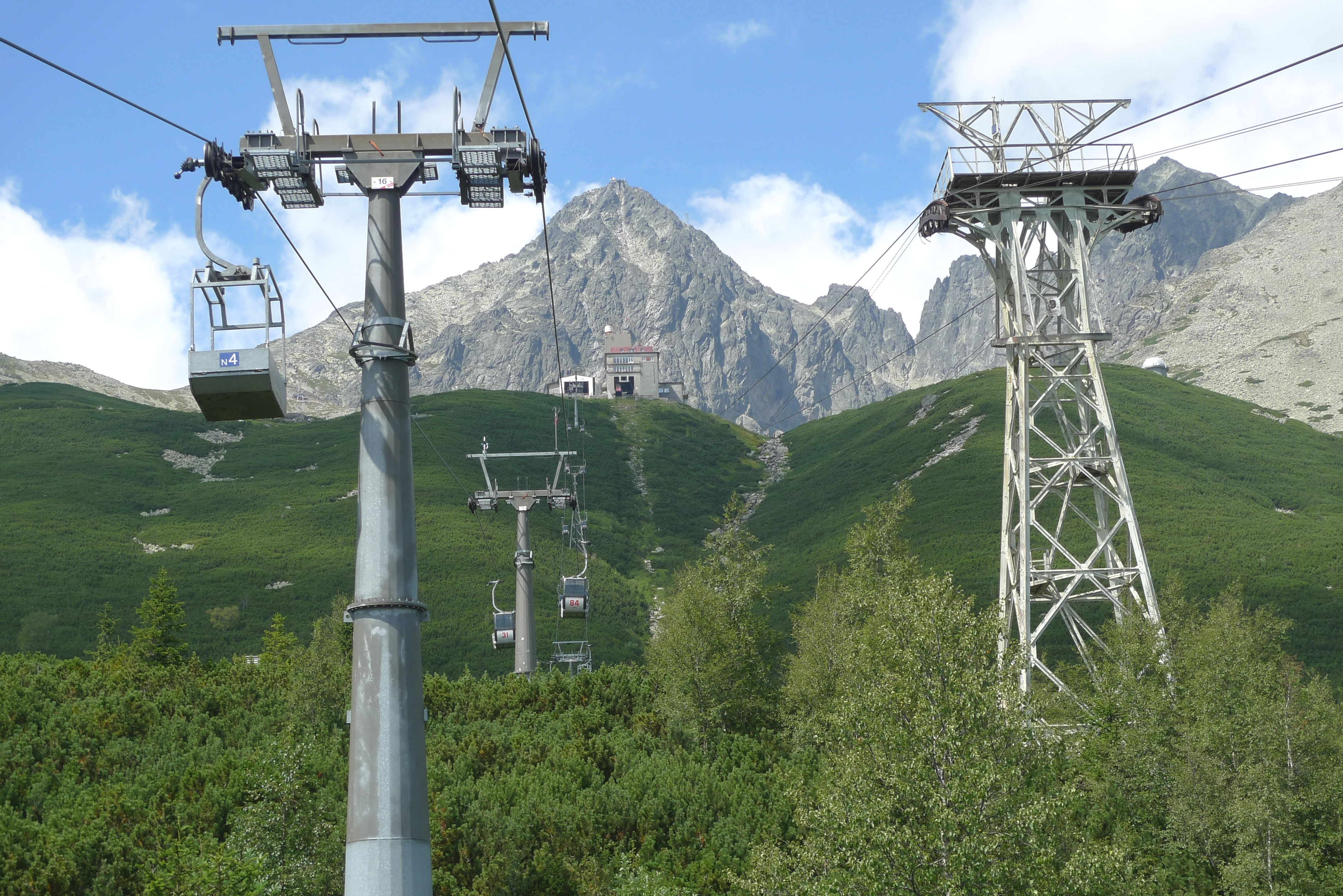
Souběh původní a nové lanovky v úseku Štart–Skalnaté pleso

Visutá lanovka Tatranská Lomnica – Lomnický štít byla dvojúseková visutá lanovka ve Vysokých Tatrách. Byla vybudovaná v 30. letech 20. století podnikem Wiesner (pozdější Transporta). V době svého vzniku se jednalo o světový unikát a byla držitelem několika světových rekordů (mj. proto, že kotlina nad plesem musela být překonána bez podpěr). V současné době je v provozu jen horní část lanovky (2. úsek) mezi Skalnatým plesem a Lomnickým štítem.

## Popis lanovky
Lanovka byla dvojúseková, se 4 stanicemi na trase. Toto řešení si vyžádala extrémní délka a reliéf trasy. První úsek vedl z Tatranské Lomnice na Skalnaté pleso a jezdily na něm dvě kabiny kyvadlově, druhý úsek pokračoval ze Skalnatého plesa na Lomnický štít a zde byla v provozu jediná kabina. Přepravní kapacita 1. úseku nestačila stoupajícím nárokům na přepravu lyžařů v zimní sezóně a proto byla v 70. letech postavena paralelní kabinková lanovka. Během rekonstrukce 2. úseku, která skončila v roce 1989, došlo ke změnám v koncepci lanovky (změna počtu nosných a tažných lan) a k výměně téměř veškerého strojního zařízení (nové vybavení od firmy VonRoll). 

### Historie

#### Rozvoj dopravy v Tatrách
Po vybudování Košicko-bohumínské dráhy do Popradu (1871), železnice Studený Potok – Tatranská Lomnica (1895) a tratí Tatranských elektrických železnic v letech 1908–1912 se budovatelé dopravní infrastruktury v 20. letech 20. století zaměřili na tatranské štíty. Po první světové válce přišel konstruktér a průkopník československých lanových drah Václav Nevrlý s vizí výstavby lanovky na Gerlachovský štít, která však nebyla uskutečněna.

#### Projekt
První přípravné práce pro výstavbu lanovky na Lomnický štít proběhly okolo roku 1928. Průkopníkem stavby visutých lanovek v Tatrách se stal ředitel státních lázní v Tatranské Lomnici Juraj Országh, který díky výborným kontaktům na tehdejší politické špičky prosadil v roce 1934 rozhodnutí o financování lanovky ze státního rozpočtu.
Hlavním stavitelem staničních budov podle upravených projektů architekta Dušana Jurkoviče byla firma Karla Marvana z Hradce Králové. Jsou postavené z místní žuly, ocelobetonových a ocelových konstrukcí. Stavitelé se od původních projektů významně odchýlili, k čemuž se Jurkovič vyjádřil s nelibostí. Hlavním konstruktérem lanovky samotné byl Václav Nevrlý, realizace byla zadána firmě František Wiesner z Chrudimi. Ocelové konstrukce dodávala mostárna v Karlově Huti a kabiny byly vyrobeny v Kolíně.
Kvůli technickým problémům veřejný provoz lanovky na vrchol Lomnického štítu začal až v roce 1942. Po vypuknutí Slovenského národního povstání byla lanovka zastavena a v lednu 1945 nacisté vyhodili do povětří dolní stanici v Tatranské Lomnici a přilehlou podpěru. Provoz byl obnoven v únoru 1946 na Skalnaté pleso a v lednu 1949 na Lomnický štít.

### Výstavba

#### Stanice Tatranská Lomnica
Výstavba začala 8. března 1936, 22. prosince 1937 byla slavnostně otevřena. Ve středu budovy se nachází lanoviště, kde jsou umístěné kotvy a napínací kladkostroj.

#### Mezistanice Štart
Stavební práce na mezistanici Štart v nadmořské výšce 1 165 m byly započaty 11. června 1936 výkopem jam napínací komory nosných lan. Její název, z hlediska trasy lanové dráhy nelogický, byl odvozený od nedalekého startu někdejší sáňkařské a bobové dráhy. Práce na stavbě byly ukončeny v roce 1937, vnitřní instalace byly dokončeny v létě 1938. Základní funkcí stanice je napínání nosných lan.

#### Stanice Skalnaté pleso
Největší budova visuté lanovky byla na Skalnatém plese. Výkop jam základů budovy a napínací šachty nosného lana byly započaty 10. června 1936. Během výstavby stavitel na základě přání objednatele výrazně změnil původní projekt Dušana Jurkoviče v souvislosti s dodatečným rozhodnutím umístit do objektu zařízení sloužící cestovnímu ruchu. Výstavba probíhala v těžkých povětrnostních podmínkách. Přesto 22. prosince 1937 byla budova hotová a v následujícím roce pokračovaly jen práce na souvisejících stavbách. 

#### Stanice Lomnický štít
V srpnu 1936 začaly práce na vrcholové stanici lanové dráhy na Lomnickém štítu. Tato šestipodlažní budova v nadmořské výšce 2634 m je nejvyšším obývaným místem na Slovensku. Byla dokončena v roce 1940, kdy v květnu proběhla první zkušební jízda lanovky na vrchol. Schvalovací jízda se uskutečnila 21. října 1940. Podle projektu Ladislava Beisetzera byl v letech 1954–1955 přistavěn měřící dům experimentální fyziky Astronomického ústavu SAV, který se inspiroval architektonickou podobou Jurkovičovy stavby.

### Technické podrobnosti
Lanovka v provozovaném úseku překonává na 1868 délkových metrech převýšení 864 metrů. Průměrný sklon jízdy je 52 %, maximální pak 92 %. Kapacita kabiny je 15 osob, hodinová kapacita je 50 cestujících. 

### Kabinková lanovka Tatranská Lomnica - Skalnaté Pleso

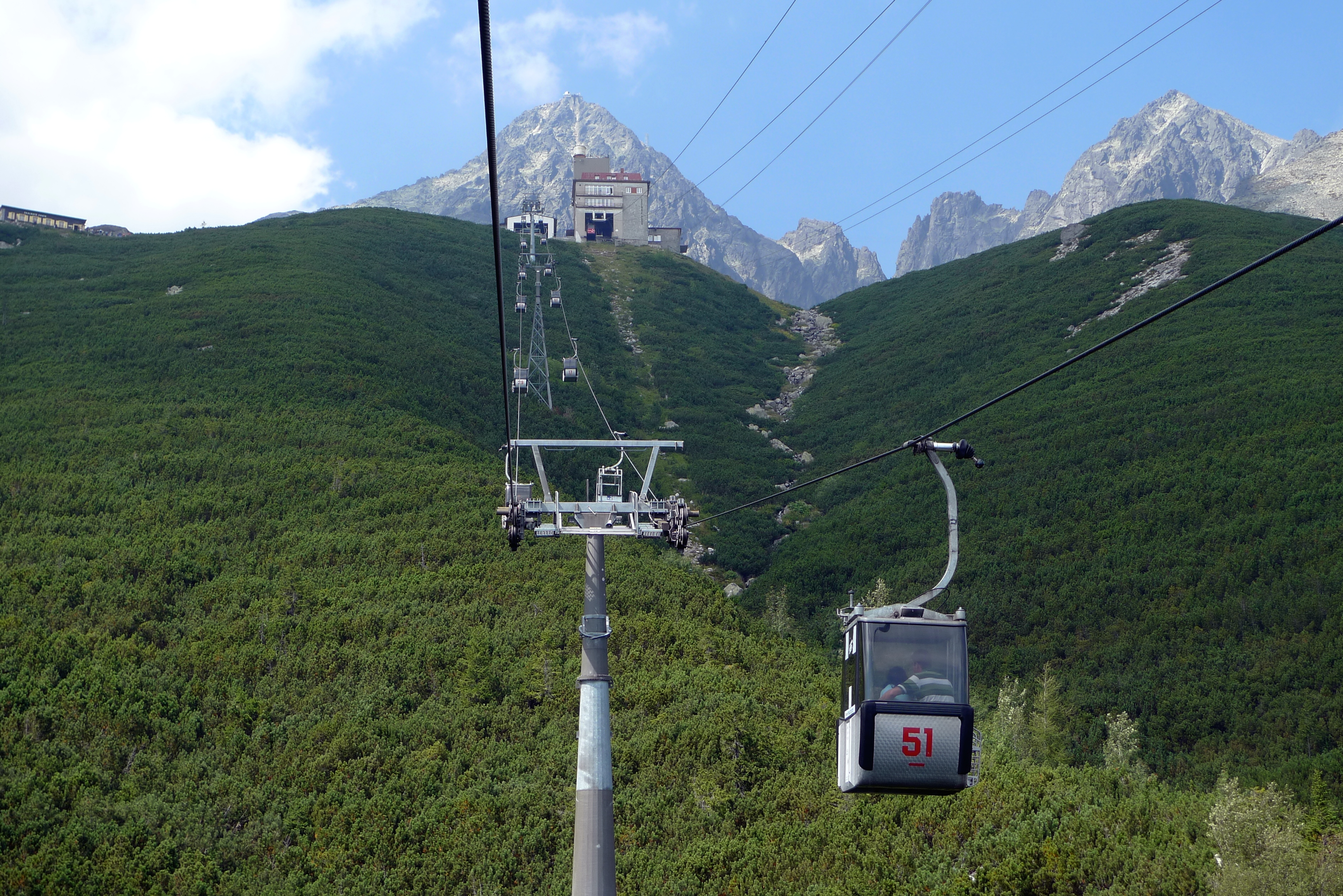
Kabinková lanovka pod Skalnatým plesem

Kvůli nedostatečné přepravní kapacitě kyvadlové lanovky (zejména v souvislosti s mistrovstvím světa v klasickém lyžovaní) byla v 70. letech vybudovaná oběžná kabinková lanovka.
Údolní stanice této lanovky je o něco západněji než původní trasa a blíže k Cestě svobody. Lanovka vede na Štart, kde se lomí a dále pokračovala rovnoběžně s původní lanovkou. Po vážné nehodě v roce 1992 byla tato lanovka modernizovaná a slouží dodnes, od roku 2013 ale již pouze v úseku Tatranská Lomnica - Štart. V úseku Štart - Skalnaté pleso je nahrazena novou, taktéž kabinkovou lanovkou od firmy Doppelmayr. 

### Rekonstrukce 2. úseku
Během rekonstrukce dokončené v roce 1989 došlo k nahrazení systému 1 nosného a 2 tažných lan systémem s 2 nosnými a 1 tažným lanem, přičemž byla zároveň odstraněna jediná podpěra na celém úseku, která se nacházela těsně pod horní stanicí. Výhodou tohoto systému je vyšší stabilita vůči bočnímu větru. Nové strojní zařízení a kabina pochází od firmy VonRoll.

### Odstavení a demontáž prvního úseku
Spodní část lanovky byla kvůli souběhu s novější kabinkovou lanovkou nerentabilní. Provoz na prvním úseku (Tatranská Lomnica – Skalnaté pleso) byl z rozhodnutí ŽSR ukončen v roce 1999. Poslední jízdu uskutečnili zaměstnanci lanovky 12. dubna 2005 a v letech 2010 - 2011 byla lanovka s výjimkou první podpěry a budov demontována. 

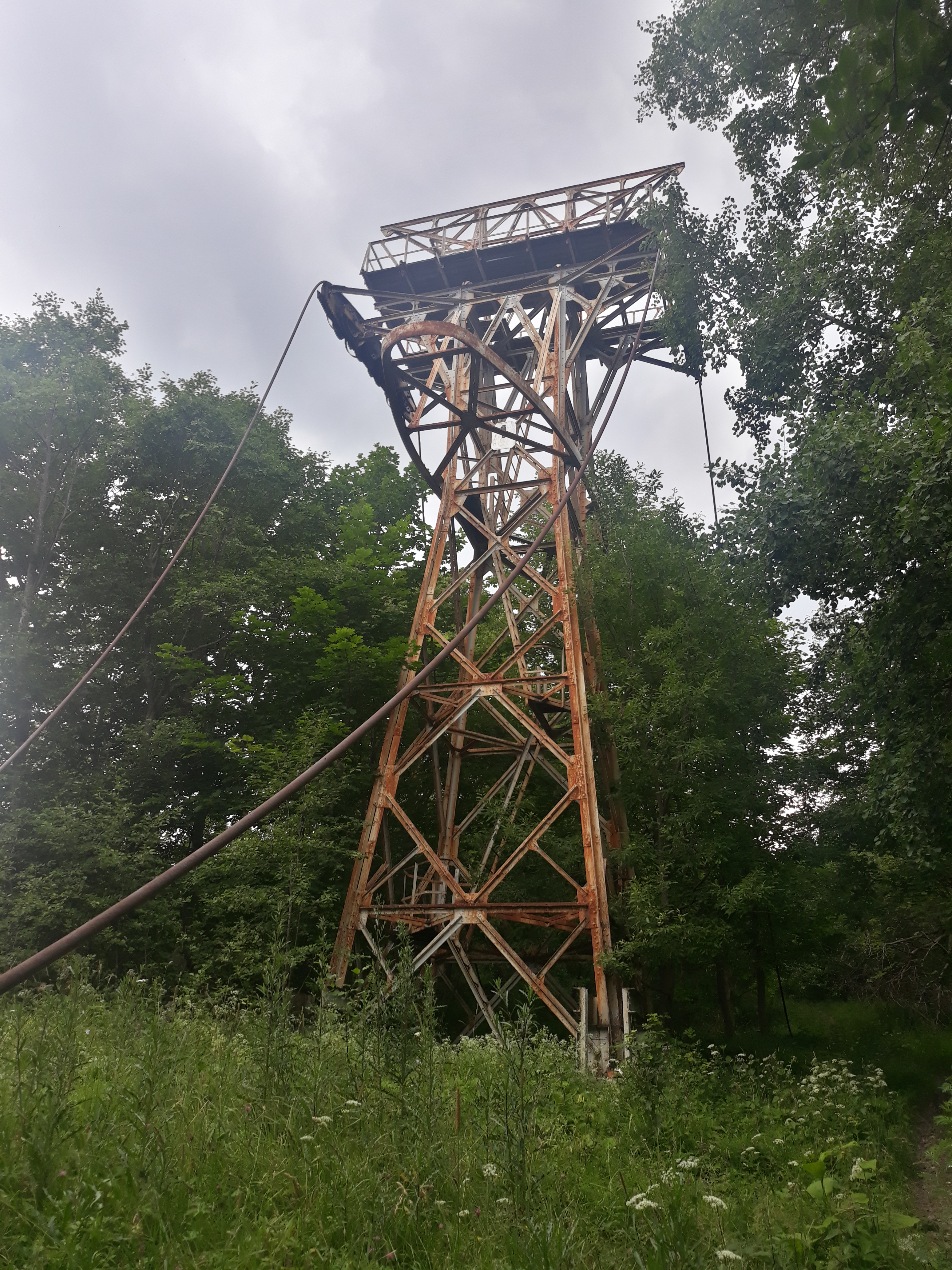
Zachovalá podpěra č. 1 na prvním úseku lanovky (2020)